# Provincia Eskișehir
Provincia Eskișehir este o provincie a Turciei cu o suprafață de 13,652 km², localizată în partea de nord-vest a țării.